# El Tepetate, Tepatitlán de Morelos
El Tepetate är en ort i Mexiko.   Den ligger i kommunen Tepatitlán de Morelos och delstaten Jalisco, i den centrala delen av landet, 400 km väster om huvudstaden Mexico City. El Tepetate ligger 1 861 meter över havet och antalet invånare är 126.
Terrängen runt El Tepetate är platt åt nordväst, men åt sydost är den kuperad. Runt El Tepetate är det ganska tätbefolkat, med 86 invånare per kvadratkilometer. Närmaste större samhälle är Tepatitlán de Morelos, 7,5 km nordväst om El Tepetate. I omgivningarna runt El Tepetate växer huvudsakligen savannskog.